# Bistum Salgueiro
Das Bistum Salgueiro (lateinisch Dioecesis Salicensis, portugiesisch Diocese de Salgueiro) ist eine in Brasilien gelegene römisch-katholische Diözese mit Sitz in Salgueiro im Bundesstaat Pernambuco.

## Geschichte
Das Bistum Salgueiro wurde am 16. Juni 2010 durch Papst Benedikt XVI. mit der Apostolischen Konstitution Valde sollicitus aus Gebietsabtretungen der Bistümer Floresta und Petrolina errichtet und dem Erzbistum Olinda e Recife als Suffraganbistum unterstellt.

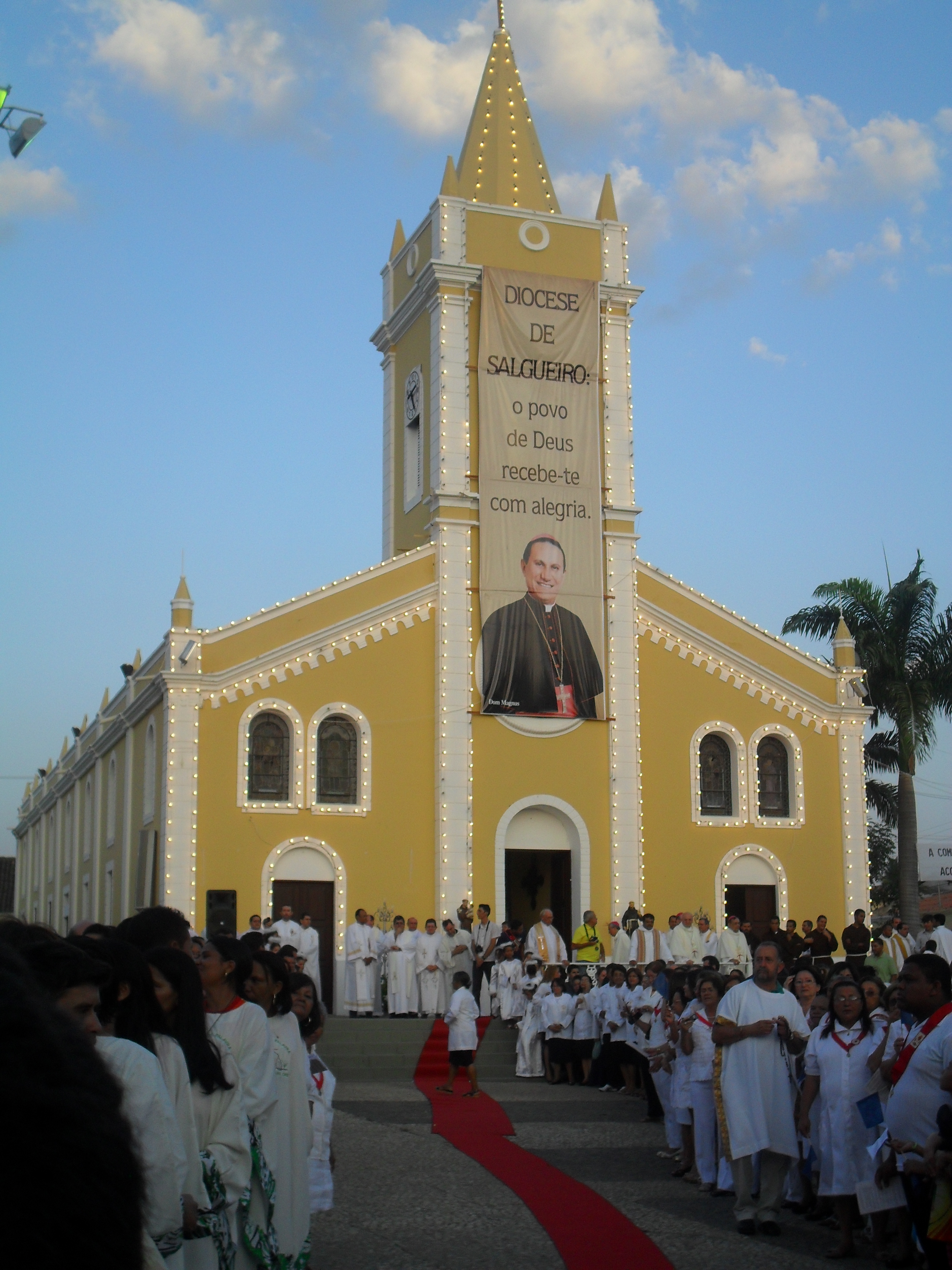
Kathedrale in Salgueiro

## Bischöfe von Salgueiro
- Magnus Henrique Lopes OFMCap, 2010–2022, dann Bischof von Crato
- José Vicente Pinto de Alencar da Silva, seit 2023